# Campeonato Mundial de Halterofilismo de 1982
O Campeonato Mundial de Halterofilismo de 1982 foi a 56ª edição do campeonato organizado pela Federação Internacional de Halterofilismo (FIH) em Liubliana, na Iugoslávia entre 18 a 26 de setembro de 1982. Foram disputadas dez categorias com a presença de 205 halterofilistas de 38 nacionalidades. Essa edição foi realizada em conjunto com o Campeonato Europeu de Halterofilismo de 1982.

## Medalhistas
| Evento    | Ouro                                | Ouro     | Prata                               | Prata    | Bronze                                      | Bronze   |
| 52 kg     | 52 kg                               | 52 kg    | 52 kg                               | 52 kg    | 52 kg                                       | 52 kg    |
| --------- | ----------------------------------- | -------- | ----------------------------------- | -------- | ------------------------------------------- | -------- |
| Arranque  | Jacek Gutowski · Polónia            | 115,0 kg | Hidemi Miyashita · Japão            | 110,0 kg | Lubomir Khadzhiev · Bulgária                | 107,5 kg |
| Arremesso | Stefan Leletko · Polónia            | 142,5 kg | Zhenya Sarandaliev · Bulgária       | 137,5 kg | Lubomir Khadzhiev · Bulgária                | 135,0 kg |
| Total     | Stefan Leletko · Polónia            | 250,0 kg | Zhenya Sarandaliev · Bulgária       | 245,0 kg | Jacek Gutowski · Polónia                    | 245,0 kg |
| 56 kg     |                                     |          |                                     |          |                                             |          |
| Arranque  | Anton Kodzhabashev · Bulgária       | 125,0 kg | Wu Shude · China                    | 125,0 kg | Frank Mavius · Alemanha Oriental            | 120,0 kg |
| Arremesso | Anton Kodzhabashev · Bulgária       | 155,0 kg | Oksen Mirzoyan · União Soviética    | 152,5 kg | Andreas Letz · Alemanha Oriental            | 147,5 kg |
| Total     | Anton Kodzhabashev · Bulgária       | 280,0 kg | Oksen Mirzoyan · União Soviética    | 272,5 kg | Wu Shude · China                            | 270,0 kg |
| 60 kg     |                                     |          |                                     |          |                                             |          |
| Arranque  | Andreas Behm · Alemanha Oriental    | 135,0 kg | Daniel Núñez · Cuba                 | 132,5 kg | Yurik Sarkisyan · União Soviética           | 132,5 kg |
| Arremesso | Yurik Sarkisyan · União Soviética   | 170,0 kg | Andreas Behm · Alemanha Oriental    | 165,0 kg | Daniel Núñez · Cuba                         | 162,5 kg |
| Total     | Yurik Sarkisyan\| · União Soviética | 302,5 kg | Andreas Behm · Alemanha Oriental    | 300,0 kg | Daniel Núñez · Cuba                         | 295,0 kg |
| 67,5 kg   |                                     |          |                                     |          |                                             |          |
| Arranque  | Piotr Mandra · Polónia              | 150,0 kg | Virgil Dociu · Roménia              | 140,0 kg | Zhao Xinmin · China                         | 135,0 kg |
| Arremesso | Joachim Kunz · Alemanha Oriental    | 177,5 kg | Piotr Mandra · Polónia              | 175,0 kg | Zhao Xinmin · China                         | 170,0 kg |
| Total     | Piotr Mandra · Polónia              | 325,0 kg | Virgil Dociu · Roménia              | 310,0 kg | Zhao Xinmin · China                         | 305,0 kg |
| 75 kg     |                                     |          |                                     |          |                                             |          |
| Arranque  | Yanko Rusev · Bulgária              | 157,5 kg | Vladimir Mikhalev · União Soviética | 152,5 kg | Edward Kulis · Polónia                      | 150,0 kg |
| Arremesso | Yanko Rusev · Bulgária              | 209,0 kg | Mincho Pashov · Bulgária            | 208,5 kg | Karl-Heinz Radschinsky · Alemanha Ocidental | 192,5 kg |
| Total     | Yanko Rusev · Bulgária              | 365,0 kg | Mincho Pashov · Bulgária            | 357,5 kg | Vladimir Mikhalev · União Soviética         | 345,0 kg |
| 82,5 kg   |                                     |          |                                     |          |                                             |          |
| Arranque  | Asen Zlatev · Bulgária              | 180,0 kg | Aleksandr Pervy · União Soviética   | 175,0 kg | Francisco Ferreira · Cuba                   | 160,0 kg |
| Arremesso | Asen Zlatev · Bulgária              | 220,0 kg | Aleksandr Pervy · União Soviética   | 217,5 kg | Horst Appel · Alemanha Ocidental            | 195,0 kg |
| Total     | Asen Zlatev · Bulgária              | 400,0 kg | Aleksandr Pervy · União Soviética   | 392,5 kg | Bertalan Mandzák · Hungria                  | 350,0 kg |
| 90 kg     |                                     |          |                                     |          |                                             |          |
| Arranque  | Blagoy Blagoev · Bulgária           | 192,5 kg | Yurik Vardanyan · União Soviética   | 185,0 kg | Péter Baczakó · Hungria                     | 170,0 kg |
| Arremesso | Blagoy Blagoev · Bulgária           | 222,5 kg | Andrzej Piotrowski · Polónia        | 212,5 kg | Yurik Vardanyan · União Soviética           | 210,0 kg |
| Total     | Blagoy Blagoev · Bulgária           | 415,0 kg | Yurik Vardanyan · União Soviética   | 395,0 kg | Frank Mantek · Alemanha Oriental            | 377,5 kg |
| 100 kg    |                                     |          |                                     |          |                                             |          |
| Arranque  | Yury Zakharevich · União Soviética  | 195,0 kg | Viktor Sots · União Soviética       | 190,0 kg | Bruno Matykiewicz · Tchecoslováquia         | 180,0 kg |
| Arremesso | Viktor Sots · União Soviética       | 232,5 kg | Yury Zakharevich · União Soviética  | 225,0 kg | Bruno Matykiewicz · Tchecoslováquia         | 217,5 kg |
| Total     | Viktor Sots · União Soviética       | 422,5 kg | Yury Zakharevich · União Soviética  | 420,0 kg | Bruno Matykiewicz · Tchecoslováquia         | 397,5 kg |
| 110 kg    |                                     |          |                                     |          |                                             |          |
| Arranque  | Sergey Arakelov · União Soviética   | 190,0 kg | Vyacheslav Klokov · União Soviética | 190,0 kg | Yordan Chalakov · Bulgária                  | 180,0 kg |
| Arremesso | Sergey Arakelov · União Soviética   | 237,5 kg | Vyacheslav Klokov · União Soviética | 237,5 kg | Anton Baraniak · Tchecoslováquia            | 230,0 kg |
| Total     | Sergey Arakelov · União Soviética   | 427,5 kg | Vyacheslav Klokov · União Soviética | 427,5 kg | Anton Baraniak · Tchecoslováquia            | 405,0 kg |
| +110 kg   |                                     |          |                                     |          |                                             |          |
| Arranque  | Antonio Krastev · Bulgária          | 200,0 kg | Anatoly Pisarenko · União Soviética | 197,5 kg | Pavel Khek · Tchecoslováquia                | 192,5 kg |
| Arremesso | Anatoly Pisarenko · União Soviética | 247,5 kg | Antonio Krastev · Bulgária          | 242,5 kg | Bohuslav Braum · Tchecoslováquia            | 230,0 kg |
| Total     | Anatoly Pisarenko · União Soviética | 445,0 kg | Antonio Krastev · Bulgária          | 442,5 kg | Bohuslav Braum · Tchecoslováquia            | 420,0 kg |

- — RECORDE MUNDIAL

## Quadro de medalhas
Quadro de medalhas no total combinado
| Ordem | País              | Medalha de ouro | Medalha de prata | Medalha de bronze | Total |
| ----- | ----------------- | --------------- | ---------------- | ----------------- | ----- |
| 1     | União Soviética   | 4               | 5                | 1                 | 10    |
| 2     | Bulgária          | 4               | 3                | 0                 | 7     |
| 3     | Polónia           | 2               | 0                | 1                 | 3     |
| 4     | Alemanha Oriental | 0               | 1                | 1                 | 2     |
| 5     | Roménia           | 0               | 1                | 0                 | 1     |
| 6     | Tchecoslováquia   | 0               | 0                | 3                 | 3     |
| 7     | China             | 0               | 0                | 2                 | 2     |
| 8     | Cuba              | 0               | 0                | 1                 | 1     |
| 8     | Hungria           | 0               | 0                | 1                 | 1     |
| Total | Total             | 10              | 10               | 10                | 30    |

Quadro de medalhas nos levantamentos + total combinado
| Ordem | País               | Medalha de ouro | Medalha de prata | Medalha de bronze | Total |
| ----- | ------------------ | --------------- | ---------------- | ----------------- | ----- |
| 1     | Bulgária           | 13              | 6                | 3                 | 22    |
| 2     | União Soviética    | 10              | 15               | 3                 | 28    |
| 3     | Polónia            | 5               | 2                | 2                 | 9     |
| 4     | Alemanha Oriental  | 2               | 2                | 3                 | 7     |
| 5     | Roménia            | 0               | 2                | 0                 | 2     |
| 6     | China              | 0               | 1                | 4                 | 5     |
| 7     | Cuba               | 0               | 1                | 3                 | 4     |
| 8     | Japão              | 0               | 1                | 0                 | 1     |
| 9     | Tchecoslováquia    | 0               | 0                | 8                 | 8     |
| 10    | Hungria            | 0               | 0                | 2                 | 2     |
| 10    | Alemanha Ocidental | 0               | 0                | 2                 | 2     |
| Total | Total              | 30              | 30               | 30                | 90    |